# Белгородский зоопарк
Белгородский зоопарк (Общество с ограниченной ответственностью «Белгородский зоопарк») — зоопарк в Белгороде. Рядом расположен ДиноПарк Белгород

## История

### Старая площадка
Основан как Зооуголок 5 августа 1988 года, до 1991 года входил в состав парка «Победа». Решением исполнительного комитета Белгородского Совета народных депутатов № 143 от 15.03.1991 года образовано МУ культуры «Белгородский зоопарк» как отдельное юридическое лицо. В 2012 году зоопарк стал автономным учреждением культуры. Основателем и первым директором зоопарка до 2002 года была Ирина Марковна Тысячук.
Первоначально городской зоопарк был расположен в центре города на берегу реки Везёлка. На территории зоопарка площадью 3,39 га находилось два искусственных пруда, где жили лебеди-шипуны и утки каролинки. Символ городского зоопарка — две носухи. Эти южноамериканские хищные животные семейства енотовых успешно размножались в старом белгородском зоопарке. Гордость белгородского зоопарка — большие кошки. Их несколько видов: африканские львы, леопард, пума, рыси, амурский тигр. Также много мелких, но опасных хищников — это енотовидные собаки, еноты, барсук, носухи, лисы, песцы. Были и рыси. В белгородском зоопарке содержались три вида волков: европейские, белые волки и чёрный канадский волк. Самые крупные животные старого белгородского зоопарка — бурые медведи, для них был построен вольер с бассейном и фонтаном. Секция приматов была представлена двумя особями макак-резусов и двумя особями яванских макак. Секцию птиц представляли чёрный коршун, осоеды, канюки, орлан-белохвост, кречеты, журавли-красавки, лебеди, фазаны синие ушастые, казарки белощёкие. В зоопарке жили пара эму из семейства казуаровых, в этой паре потомство высиживает самец. В 2015 году было впервые получено потомство от журавлей-красавок. Павлины были гордостью старого зоопарка, там жили индийские синие и белые павлины. Кроме них, обитали фазаны серебряные, золотые, лимонные, синие ушастые. Попугаи - масковые неразлучники, степные патагонские попугаи, попугаи корелла, на экспозиции появлялись только в летний период. Были в зоопарке и теплолюбивые рептилии: игуаны, питоны, кайман. Секцию «Копытные и грызуны» представляли европейские лани, муфлоны, камерунская коза, шетлендский пони, лама, верблюд. Секцию сумчатых представляли кенгуру Беннета. В Белгородском зоопарке был виварий, где разводили живой корм (крыс, мышей). С 2011 по 2015 год на старой территории зоопарка работал контактный зоопарк, в котором свободно гуляли морские свинки, малыши коз и овец, домашние утки, куры и индюки, также можно было погладить декоративных кроликов, сфотографироваться. За первые 27 лет существования Белгородского зоопарка коллекция зоопарка увеличилась в 2,7 раза. За счёт собственных средств введено в эксплуатацию 28 вольеров. Приобретены инкубаторы и созданы условия для инкубации птиц.

### Новая площадка
В 2014 году началось строительство зоопарка на новой площадке в урочище Сосновка (Мачурина роща) на пересечении улиц Волчанская и Песчаная. Основным инвестором проекта выступила компания ГК «Агро-Белогорье», также помогало около 30 предприятий, компаний и бизнесменов из разных сфер деятельности из Белгорода, Москвы, Старого Оскола и Губкина. Строительно-монтажные работы в зоопарке стояли порядка 395 млн рублей, строительство вольеров оценено в 97 млн рублей. Общий объём инвестиций составил более 400 млн рублей.
1 июня 2016 года была торжественно открыта новая площадка зоопарка. На территории парка площадью 25 га было создано 43 экспозиции с просторными уличными выгулами и отапливаемыми помещениями для зимовки. Зоопарк разделен на географические зоны: Австралия, Азия, Америка, русский Север, Европа, Дальний Восток. В отдельную зону выделены животные, проживающие в Белгородской области. Для птиц и рыб на современной площадке обустроен водоем площадью 7000 м². Из старого в новый зоопарк переехали все его жители. Общее количество животных составляет 295 особей. Кроме того, на территории зоопарка есть пикник-зона, аттракционы и детские площадки без механических устройств — с верёвочными лестницами, чтобы не было влияния на животных, также имеются кафе, зона отдыха, сувенирный магазин и контактная площадка.
В начале мая 2018 года в Белгородский зоопарк переехали пума, саймири и плащеносные агамы. Все они прибыли из Красноярска.

#### Экзотариум
Земноводные и приматы при переезде на новую площадку были размещены в специально построенном на территории зоопарка экзотариуме, который открылся 3 декабря 2016 года. Новое помещение выполнено в виде тропического леса. Белгородский экзотариум — это ландшафтные вольеры для попугаев, обезьян, рептилий, змей и других животных, также установлено 10 террариумов вдоль стен и на специальном подиуме в центре зала. В оформлении уникального для Белгорода помещения участвовали студенты и преподаватели Белгородского государственного института искусств и культуры.
В коллекции представлено пять видов ящериц и семь видов змей: королевский питон, амурский полоз, ковровый питон, обыкновенный удав, сетчатый питон и т. д. На выставке остались и обитатели старого зоопарка — обезьяны, крокодиловый кайман, красноухие черепахи, тигровый питон, чёрно-белый лемур, игуаны.

## Сотрудничество
Белгородский зоопарк является членом ЕАРАZА (евроазиатской ассоциации зоопарков и аквариумов). Белгородский зоопарк является участником программы «Сохранение журавлей России». На базе Белгородского зоопарка проходят практику студенты Белгородского аграрного университета им. В. Я. Горина (факультет ветеринарной медицины) и студенты НИУ БелГУ (биологи). Налажены связи с предприятиями города и области по заготовке кормов для животных, создано своё подсобное хозяйство. С наступлением эпохи, когда люди стали задумываться о судьбе окружающей среды, возрастает роль зоопарка в просвещении, охране видов, в проведении научных исследований и в осуществлении рекреационных задач.

## Посещаемость
Летний период, с 01 апреля по 31 октября — с 10 до 21 часов. Зимний период, с 01 ноября по 31 марта — с 10 до 18 часов. Зоопарк работает со вторника по воскресенье. Понедельник — выходной. Стоимость билетов: взрослые — 300 руб., детские — 100 руб. (дети с 5 до 14 лет). Дети до 5 лет посещают зоопарк бесплатно. Есть льготы для пенсионеров, инвалидов и многодетных семей.
| Год  | Количество человек |
| ---- | ------------------ |
| 2010 | 105061             |
| 2011 | 118889             |
| 2012 | 116590             |
| 2013 | 117983             |
| 2014 | 147837             |
|      |                    |

Посещаемость нового зоопарка оценили в 40 тысяч человек в первую неделю и 100 тысяч в первый месяц. 27 ноября 2016 года новый Белгородский зоопарк принял 300-тысячного посетителя. 22 мая 2017 года — 400-тысячного посетителя. 26 августа 2017 года — 600-тысячного посетителя. 3 мая 2018 года — 700-тысячного посетителя.

## Транспорт
Для посетителей в новом зоопарке предусмотрены автомобильная и велосипедная парковки.
Рядом находится остановка «Зоопарк» через которую проходят автобусы городского общественного транспорта Белгорода № 10, 34, 34а, 35, 36, 39, 103, 103н, 123 и 129.